# بيل شامبلن
بيل شامبلن (بالإنجليزية: Bill Champlin)‏ هو ملحن وكاتب أغاني وعازف قيثارة ومغني أمريكي، ولد في 21 مايو 1947 في أوكلاند في الولايات المتحدة.

## وصلات خارجية
- الموقع الرسمي
- بيل شامبلن على موقع IMDb (الإنجليزية)
- بيل شامبلن على موقع ميوزك برينز (الإنجليزية)
- بيل شامبلن على موقع أول ميوزيك (الإنجليزية)
- بيل شامبلن على موقع ديسكوغز (الإنجليزية)
- بيل شامبلن على موقع كينوبويسك (الروسية)